# Minke Booij
Minke Gertine Booij (ur. 24 stycznia 1977 w Zaanstad) – holenderska hokeistka na trawie. Trzykrotna medalistka olimpijska.
Występowała w defensywie. W reprezentacji Holandii debiutowała w 1998. Brała udział w trzech igrzyskach (IO 00, IO 04, IO 08), za każdym razem zdobywała medale: brąz w 2000, srebro w 2004 i złoto w 2008. Z kadrą brała udział m.in. w mistrzostwach świata w 2002 (srebro) i 2006 (tytuł mistrzowski) oraz kilku turniejach Champions Trophy (zwycięstwa w 2000, 2004, 2005, 2007) i mistrzostw Europy (złoto w 1999 i 2005). Łącznie w kadrze rozegrała 227 spotkań (37 goli). Pełniła funkcję kapitana zespołu, w 2006 została wybrana zawodniczką roku na świecie.